# 拉各亚

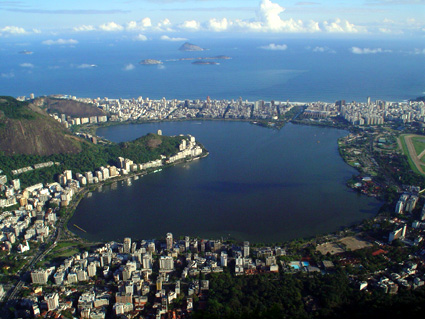
羅德里戈·弗雷塔斯潟湖

拉各亚（Lagoa，意为“潟湖”）是巴西里约热内卢南区的一个富裕住宅区，在羅德里戈·弗雷塔斯潟湖周围，毗邻伊帕内玛、莱伯伦、科帕卡瓦纳、加沃（Gávea）、植物园和乌迈塔（Humaitá）。 
拉各亚是南美洲第三昂贵的街区，也是里约热内卢少数没有贫民窟的地方之一。人口大约18,200。环绕潟湖有7.5公里长 cicleway 和许多公园。